# HD 56618
Désignations
HD 56618, également désignée HR 2766, est une étoile géante de la constellation australe du Grand Chien. Elle est visible à l'œil nu avec une magnitude apparente de 4,64. D'après la mesure de sa parallaxe annuelle par le satellite Gaia, elle est distante d'environ 131 pc (∼427 al) de la Terre. L'étoile s'éloigne actuellement du Système solaire à une vitesse radiale de +41,5 km/s, après en être passé au plus près il y a environ 2,2 millions d'années où elle n'était distante que d'environ 62,2 pc (∼203 al). Olin J. Eggen l'a répertoriée comme un membre probable du superamas des Hyades.
HD 56618 est une étoile géante rouge vieillissante de type spectral M2III, actuellement située sur la branche asymptotique des géantes. Son rayon est 61 fois plus grand que le rayon solaire, elle est environ 700 fois plus lumineuse que le Soleil et sa température de surface est de 3 797 K.